# Pimpla anomalensis
Pimpla anomalensis är en stekelart som beskrevs av Théobald 1937. Pimpla anomalensis ingår i släktet Pimpla och familjen brokparasitsteklar. Inga underarter finns listade i Catalogue of Life.